# Guerra dels Malcontents
La Guerra dels Malcontents o "del rei cap per avall" fou una insurrecció armada de caràcter absolutista radical que es va desenvolupar el 1827 a la Catalunya rural, i en menor mesura al País Valencià, Aragó, País Basc i Andalusia contra el que es consideraven mesures desencertades del govern de Ferran VII, com ara la col·laboració amb destacats liberals i l'establiment de mesures fortament centralistes. Els Malcontents defensaven la religió, la tradició i acusaven la cort central d'estar plena de maçoneria. Els dirigents de la insurrecció és consideraven "l'exèrcit de la fe" i el seu símbol "l'àngel exterminador". Aquesta insurrecció va ser la precursora del carlisme.

## Antecedents
A finals del Trienni Liberal es va esdevenir la Guerra de la Regència d'Urgell, però alguns militars desencantats amb el caire centralista i liberal del govern de Madrid van recolzar un absolutisme radical que proposava el pretendent carlí, qui havia promès restablir els furs.

## La guerra
Entre març i abril de 1827, amb caràcter de ressorgiment nacional i de protesta contra els liberals, es revoltà Pere Planas entre Vic i Manresa, i Joan Cavalleria, Josep Busoms i Josep Galceran i Escrigàs i els voluntaris del Lluçanès a Berga i Ripoll, derrotant els mossos d'esquadra, Joan Rafí Vidal, que va arribar a ocupar Reus i Valls, i Salvador Llovet i Antoni Trillas a Tortosa, però la seva acció no va prosperar i, a l'abril, es van acollir a un indult reial. Al juliol van aparèixer més partides i al setembre tenien controlada part del centre i nord de Catalunya, amb uns 30.000 homes armats i establint la capital entre Vic i Manresa, on el 29 d'agost van establir una Junta Superior del Govern del Principat, que va editar El Catalán Realista i que tenia com a lema «Visca el rei i mori el mal govern!».
El 28 de setembre de 1827, Ferran VII va arribar a Tarragona i es desactivà la revolta.

## Conseqüències
A finals del 1827 el moviment havia estat esclafat, uns 300 ultrareialistes van ser deportats a Ceuta i els principals caps insurrectes afusellats a Tarragona. La majoria dels seus líders van ser executats, entre ells Josep Busoms, o van exiliar-se a França.